# Lempster
Lempster est une municipalité américaine située dans le comté de Sullivan au New Hampshire. Selon le recensement de 2010, sa population est de 1 154 habitants.

## Géographie
La municipalité s'étend sur 32,77 milles carrés (84,87 km2), dont 0,43 milles carrés (1,11 km2) d'étendues d'eau.

## Histoire
La localité est fondée en 1735 sous le nom de Number 9, comme un fort pour protéger le Massachusetts des attaques amérindiennes. Elle est renommée Dupplin en 1753, en l'honneur de Thomas Hay, vicomte Dupplin. Elle devient une municipalité en 1761 et prend le nom de Thomas Fermor de Lempster.